# ウォーカー郡 (ジョージア州)
ウォーカー郡（英: Walker County）は、アメリカ合衆国ジョージア州の北西部に位置する郡である。人口は6万7654人（2020年） 。郡庁所在地はラファイエットであり、同郡で人口最大の都市である。
ウォーカー郡はテネシー州に跨るチャタヌーガ都市圏に属している。
ウォーカー郡は単一コミッショナーが郡を統括することで、州内に9つしかない郡の1つである。

## 歴史
ウォーカー郡は1833年12月18日に、元はチェロキー族インディアンが住んでいた土地に設立された。郡名はジョージア州選出アメリカ合衆国上院議員を務めたフリーマン・ウォーカー（1780年-1827年）に因んで名付けられた。

### 南北戦争
南北戦争が起きると、ウォーカー郡の男性や少年の多くがその農場を離れ、南軍のために戦った。彼等は郡内や周辺郡で立ち上げられた中隊に参加した。7個中隊が記録に残っている。

#### 郡内で起きた戦闘
ウォーカー郡で起きた戦闘は、1863年8月21日から9月20日のチカマウガ方面作戦の一部だった。
- 第二次チャタヌーガの戦い、8月21日
- デイビスの交差点の戦い、9月10日-11日
- チカマウガの戦い、9月19日-20日

## 地理
アメリカ合衆国国勢調査局に拠れば、郡域全面積は447.03平方マイル (1,157.8 km2)であり、このうち陸地446.58平方マイル (1,156.6 km2)、水域は0.45平方マイル (1.2 km2)で水域率は0.10%である。

### 主要高規格道路

#### アメリカ国道
- アメリカ国道27号線
- アメリカ国道27号線産業道路（ラファイエット）

#### ジョージア州道
- ジョージア州道1号線
- ジョージア州道1号線産業道路
- ジョージア州道2号線
- ジョージア州道95号線
- ジョージア州道136号線
- ジョージア州道151号線
- ジョージア州道157号線
- ジョージア州道189号線
- ジョージア州道193号線
- ジョージア州道201号線
- ジョージア州道337号線
- ジョージア州道341号線

#### 現行路線
- チャトゥーガ・アンド・チカマウガ鉄道
- テネシー・バレー鉄道博物館（観光列車として不定期に運行）

#### 過去の路線
- チャタヌーガ・サザン鉄道（テネシー・アラバマ・アンド・ジョージア鉄道に移行）
- テネシー・アラバマ・アンド・ジョージア鉄道（ノーフォーク・サザン鉄道が買収後に廃線)
- チカマウガ・アンド・ダーラム鉄道（チャタヌーガ・アンド・ダーラム鉄道に改組）
- チャタヌーガ・アンド・ダーラム鉄道（チャタヌーガ・ローム・アンド・サザン鉄道が買収）
- チャタヌーガ・ローム・アンド・サザン鉄道（セントラル・オブ・ジョージア鉄道が買収）
- セントラル・オブ・ジョージア鉄道（サザン鉄道が買収）
- サザン鉄道（ノーフォーク・サザン鉄道が買収、ウォーカー郡内の路線はジョージア州に移管、チャトゥーガ・アンド・チカマウガ鉄道が賃貸）

### 隣接する郡
- ハミルトン郡 (テネシー州) - 北
- カトーサ郡 - 北東
- ウィットフィールド郡 - 東
- ゴードン郡 - 南東
- フロイド郡 - 南
- チャトゥーガ郡 - 南
- ディカーブ郡 - 南西
- デイド郡 - 西

### 国立保護地域など
- チャタフーチー国立の森（部分）
- チカマウガ・チャタヌーガ国立軍事公園（部分）
- ルックアウト山（部分）
- ペティ・ジョンの洞窟
- ロックタウン
- エリソンの洞窟（深さでは国内第12位）
- ロックシティ

## 人口動態
以下は2000年国勢調査による人口統計データである。
| 基礎データ - 人口: 61,053人 - 世帯数: 23,605 世帯 - 家族数: 17,467 家族 - 人口密度: 53人/km2（137人/mi2） - 住居数: 25,577軒 - 住居密度: 22軒/km2（57軒/mi2） 人種別人口構成 - 白人: 94.43% - アフリカン・アメリカン: 3.78% - ネイティブ・アメリカン: 0.29% - アジア人: 0.28% - 太平洋諸島系: 0.02% - その他の人種: 0.36% - 混血: 0.84% - ヒスパニック・ラテン系: 0.93% 年齢別人口構成 - 18歳未満: 24.8% - 18-24歳: 8.7% - 25-44歳: 28.8% - 45-64歳: 23.9% - 65歳以上: 13.8% - 年齢の中央値: 37歳 - 性比（女性100人あたり男性の人口） - 総人口: 94.4 - 18歳以上: 90.9 | 世帯と家族（対世帯数） - 18歳未満の子供がいる: 32.6% - 結婚・同居している夫婦: 57.8% - 未婚・離婚・死別女性が世帯主: 12.0% - 非家族世帯: 26.0% - 単身世帯: 22.9% - 65歳以上の老人1人暮らし: 10.4% - 平均構成人数 - 世帯: 2.54人 - 家族: 2.98人 収入と家計 - 収入の中央値 - 世帯: 32,406米ドル - 家族: 39,034米ドル - 性別 - 男性: 29,448米ドル - 女性: 21,583米ドル - 人口1人あたり収入: 15,867米ドル - 貧困線以下 - 対人口: 12.5% - 対家族数: 10.0% - 18歳未満: 17.1% - 65歳以上: 11.7% |

## 都市と町
- ラファイエット - 郡庁所在地
- チカマウガ
- ルックアウトマウンテン
- ロスビル

### 未編入の町
- チャタヌーガバレー
- ノーブル
- フェアビュー
- フリントストーン
- ケンジントン
- ナオミ
- ドライクリーク
- ロックスプリング
- ビラナウ
- ハイポイント